# Ctags
ctags — утилита, собирающая информацию об именах и позициях переменных, функций и процедур, встречающихся в исходном коде компьютерных программ. При этом генерируется тег-файл (англ. tag file), формат которого поддерживается большим количеством текстовых редакторов.

## Основные возможности
- Обработка исходных текстов, написанных более чем на 40 языках программирования
- Вывод информации об обнаруженных объектах в удобном для чтения человеком формате
- Генерирование тегов в формате, используемом редактором Emacs

## Поддержка текстовыми редакторами
В настоящее время большое количество редакторов (особенно используемых в системах UNIX) поддерживают теги. Среди них:
- vi и его аналоги (vim, vile, nvi)
- Emacs
- Gedit
- KDevelop
- Sublime Text
- Atom

## Вариации
Существует несколько вариантов реализации программы ctags:

### Etags
Редактор Emacs поставляется с двумя утилитами класса ctags: etags и ctags. Обе созданы из единого исходного текста. Вариант Etags создает файлы с таблицами тегов в формате для Emacs, тогда как команда ctags создает подобные таблицы в формате для редактора vi. Имеются некоторые различия в опциях командной строки.

### Exuberant Ctags
Exuberant Ctags, вариант, созданный Darren Hiebert, изначально поставлялся в составе пакета редактора  Vim, но стал отдельным проектом начиная с версии Vim 6. Данный вариант также имеет поддержку редактора  Emacs.
Exuberant Ctags позволяет работать с исходными кодами более чем на 40 языках программирования.
Существует ответвление (форк) проекта под названием Universal Ctags.

### Hasktags
Приложение Hasktags создает ctags-совместимые базы данных для программ на языке  Haskell. Также может создавать etags файлы для редактора Emacs.